# Baglafechtvävare
Baglafechtvävare (Ploceus baglafecht) är en fågel i familjen vävare inom ordningen tättingar.

## Utseende och läte
Baglafechtvävaren är en stor och knubbig vävare med en kraftig och lång näbb. Fågeln varierar kraftigt i fjäderdräkt geografiskt, men uppvisar alltid ljust öga, svart på ansiktet, gult bröst och gula kanter på vingpennorna. Färgen på hjässan kan vara gul, svart eller olivgrön, medan ryggen varierar från rent olivgrön till kraftigt streckad olivgrön till helsvart. Buken kan vara gul eller vit. Lätena är typiska för vävare, korta "chet" och fräsande sång likt radiostörningar.

## Utbredning och systematik
Baglafechtvävaren förekommer i centrala och östra Afrika. Den delas in i åtta underarter med följande utbredning:
- baglafecht-gruppen
  - Ploceus baglafecht neumanni – förekommer i östra Nigeria, Kamerun och Centralafrikanska republiken
  - Ploceus baglafecht baglafecht – förekommer på etiopiska höglandet och södra Eritrea
  - Ploceus baglafecht eremobius – förekommer i nordöstra Demokratiska republiken Kongo och sydvästra Sydsudan
- Ploceus baglafecht emini – förekommer i sydöstra Sydsudan, centrala och östra Etiopien samt norra Uganda
- Ploceus baglafecht reichenowi – förekommer på Kenyanska höglandet och norra Tanzania
- stuhlmanni-gruppen
  - Ploceus baglafecht stuhlmanni – förekommer från östra Demokratiska republiken Kongo till södra Uganda och västra Tanzania
  - Ploceus baglafecht sharpii – förekommer i bergsskogar i sydvästra Tanzania
  - Ploceus baglafecht nyikae – förekommer på Nyikaplatån i Zambia och Malawi

## Levnadssätt
Baglafechtvävaren hittas i skogslandskap, fuktiga buskmarker, trädgårdar, skogsbryn och jordbruksmarker. Den ses på medelhög till hög höjd.

## Status
Arten har ett stort utbredningsområde och beståndet anses stabilt. Internationella naturvårdsunionen IUCN listar den därför som livskraftig (LC).

## Bilder

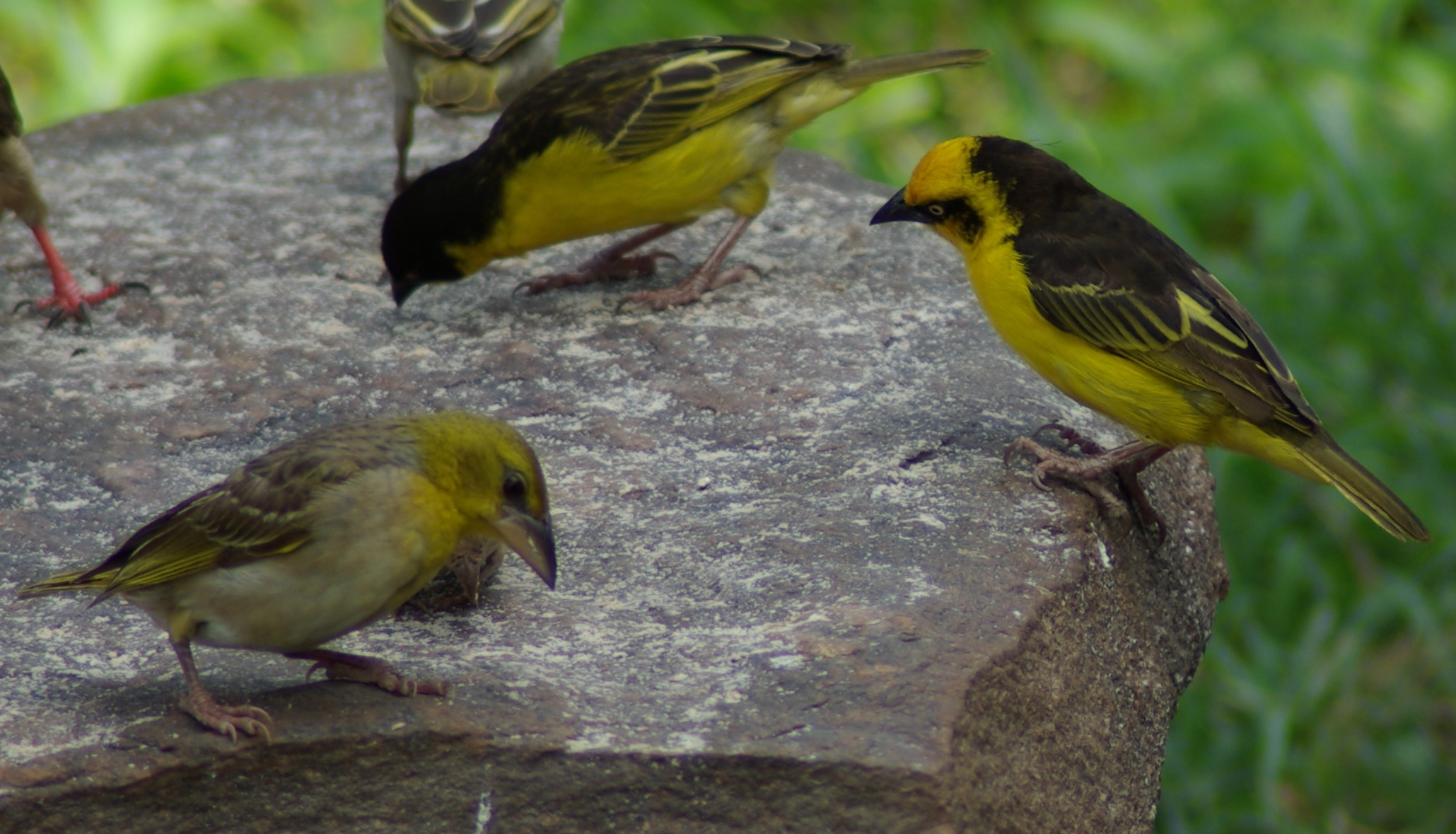
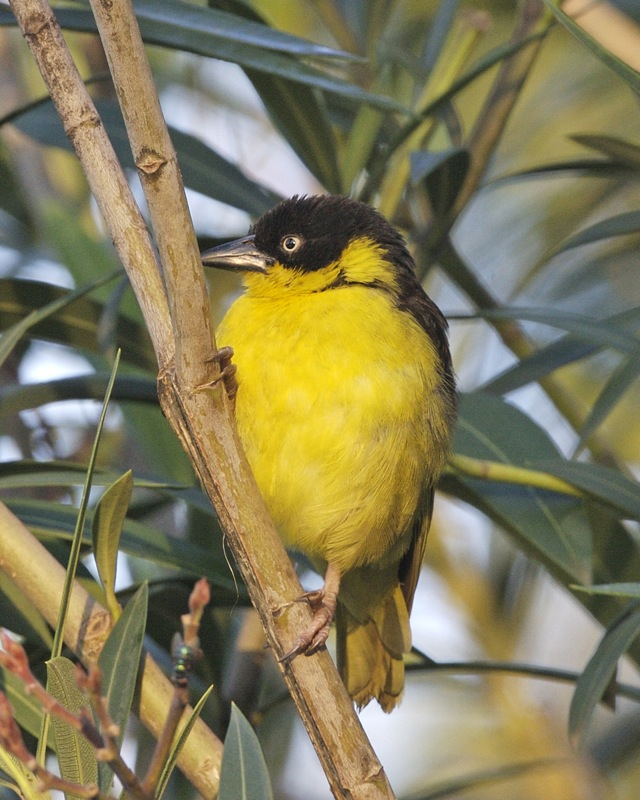